# Guds löften står fasta när nöd kommer på
Guds löften står fasta när nöd kommer på är en psalm med text och musik skriven 1956 av Göran Stenlund. Texten bearbetades 1987.

## Publicerad i
- Segertoner 1988 som nr 542 under rubriken "Att leva av tro - Förtröstan - trygghet".[1]